# (407231) 2009 WA25
(407231) 2009 WA25 es un asteroide perteneciente al cinturón de asteroides, descubierto el 21 de noviembre de 2009 por Dmitri Chestnov y el también astrónomo Artiom Novichónok desde el Observatorio Tzec Maun Mayhill, Nuevo México, Estados Unidos.

## Designación y nombre
Designado provisionalmente como 2009 WA25.

## Características orbitales
2009 WA25 está situado a una distancia media del Sol de 3,080 ua, pudiendo alejarse hasta 3,706 ua y acercarse hasta 2,454 ua. Su excentricidad es 0,203 y la inclinación orbital 1,823 grados. Emplea 1974,55 días en completar una órbita alrededor del Sol.
Los próximos acercamientos a la órbita de Júpiter se producirán el 2 de enero de 2057, el 8 de agosto de 2066 y el 17 de marzo de 2116.

## Características físicas
La magnitud absoluta de 2009 WA25 es 16,8.